# 史提夫·薛維爾
史提芬·占士·薛維爾（英語：Steven James Sidwell，1982年12月14日—），生於英國倫敦，是一名已退役英格蘭足球運動員，司職中場，最後效力英冠球會布莱顿。

## 生平
薛維爾出身於英超球會阿仙奴青年軍，曾於2000年和2001年贏得過足總青年盃。他曾被外借至多家低組別聯賽球會，但始終都未能成功打入阿仙奴一隊。
2003年1月薛維爾轉投英國小型球會雷丁。在2004年他被足球權威雜誌《4-4-2》（Four Four Two） 選為英超以外聯賽最佳球員。而在2005-06年球季薛維爾帶領雷丁升上英超後，薛維爾也被賽會選中為英冠聯賽最佳陣容之一。
早在2006年夏季，薛維爾就已經拒絕跟球會延長合約，原因是他與多家英超球會扯上關係，包括愛華頓、查爾頓和曼城。由於他的合約會在2006/07年球季後屆滿，雷丁曾順應薛維爾意願出售至其他球會，惟最後仍留下薛維爾。在協助球會成功護級後，雷丁領隊郭甫證實薛維爾會離開球會，但拒絕透露會轉到哪家球會。
2007年7月1日薛維爾正式簽約英超車路士。外界一般認為車路士簽下薛維爾，主要是擔任隊中主力艾辛的替補。2008年7月9日，阿士東維拉官方網頁宣布簽下薛維爾。
2011年1月7日薛維爾加盟英超球隊，初步為期6個月，轉會費未有透露。4月18日於為球隊上陣8場後，其表現獲得肯定，富咸啟動合約權利與他續約三年至2014年夏季。

## 榮譽
阿仙奴
- 英格蘭足總青年盃冠軍：1999/00年、2000/01年；

雷丁
- 英格蘭足球冠軍聯賽冠軍：2005/06年；

阿士東維拉
- 和平盃冠軍：2009年；
- 英格蘭聯賽盃亞軍：2010年；

## 外部連結
- 足球数据库：薛維爾的球员统计数据
- icons.com 薛維爾官方網頁